# Salomon Bochner
Salomon Bochner (20 de agosto de 1899 ,2 de mayo de 1982) fue un matemático de origen austriaco, conocido por su trabajo en análisis matemático, teoría de la probabilidad y geometría diferencial .

## Biografía
Bochner nació en una familia de origen judío en Podgórze (Cracovia) en tiempos del imperio austrohúngaro y en lo que ahora es Polonia. Al comienzo de la Primera Guerra Mundial, en 1914, temiendo una invasión por parte de Rusia, su familia se mudó a vivir a Alemania. Estudió en un gymnasium (escuela secundaria) de Berlín e ingresó en la Universidad de Berlín.
Es en esta universidad donde comienzan sus trabajos matemáticos. Bajo la dirección de Erhard Schmidt (conocido por el proceso de ortogonalización de Gram–Schmidt), y con ayuda de Issai Schur, elabora una tesis sobre sistemas ortogonales de funciones analíticas relacionada con lo que posteriormente se conocería como el núcleo de Bergman.
Debido a la escalada inflacionista que tuvo lugar en esa época en Alemania, abandona el mundo académico para ayudar económicamente a su familia, pero tras unos años en el mundo del comercio de importaciones vuelve a la investigación matemática como enseñante en la Universidad de Munich desde 1924 a 1933, donde obtiene importantes resultados, aunque no consigue un puesto fijo de profesor por no tener la nacionalidad alemana. A partir de 1933, con la llegada del partido Nazi al poder, decide emigrar como científico a Estados Unidos, pero a pesar de contar el apoyo de respetados colegas de la Universidad de Munich, como Oskar Perron o Constantin Carathéodory, que le escriben cartas de recomendación para que sea contratado en Harvard, Bochner no es finalmente acogido en esta universidad debido al rechazo de George Birkhoff, uno de los matemáticos estadounidenses más influyentes de su época y al que en algunas fuentes se le adjudica, retrospectivamente, cierto antisemitismo.
Tras conseguir una posición en la Universidad de Princeton, emigra finalmente a Estados Unidos, donde continúa una fructífera carrera como investigador matemático. Tras ocupar varios puestos en Princeton se retira en dicha universidad en 1968, pero accede a ocupar una plaza de profesor de matemáticas en la Universidad de Rice, puesto que mantuvo hasta su fallecimiento en Houston, Texas, en 1982.

## Legado matemático
Son numerosos los conceptos matemáticos que están asociados al nombre de Bochner. 
Recibe el nombre integral de Bochner una definición dada para extender la integral de Lebesgue a funciones con valores en espacios de Banach a través del límite de integrales de funciones simples (similares a funciones escalonadas).  Aparece entonces el concepto de medida de Bochner para funciones (similar a la medida de Lebesgue) y de espacios de Bochner para agrupar clases de equivalencia de las funciones que son medibles mediante esta definición integral. Estos espacios se aplican en el estudio de ecuaciones en derivadas parciales que dependen del tiempo, como la ecuación del calor.  
El llamado teorema de Bochner en análisis armónico demuestra que la transformada de Fourier de una función continua definida positiva sobre un grupo de abeliano localmente compacto se puede hacer corresponder con una medida positiva finita en el grupo dual de Pontryagin. 
También en análisis armónico, la media de Bochner–Riesz es un método de sumación considerado en la convergencia de series de Fourier e integrales de Fourier.
La fórmula de Bochner-Martinelli es una expresión que generaliza a varias variables complejas la conocida fórmula de Cauchy para integrales de funciones de una variable compleja.
La fórmula de Bochner es una expresión que relaciona operaciones en funciones armónicas definidas sobre una variedad de Riemann con la curvatura de Ricci de dicha variedad. También lleva su nombre el llamado Teorema de Bochner-Yano: un vector de Killing en una variedad de Riemann compacta con curvatura de Ricci negativa debe ser nulo.

## Publicaciones
- Bochner, S. (1932). Vorlesungen über Fouriersche Integrale. Leipzig: Akademische Verlagsgesellschaft m.b.H.[3]
- Bochner, S. (1948). Vorlesungen über Fouriersche Integrale. New York: Chelsea Pub. Co.
- Bochner, S. (1959). Lectures on Fourier integrals; with an author's supplement on monotonic functions, Stieltjes integrals, and harmonic analysis. Translated from the original by Morris Tenenbaum and Harry Pollard. Princeton, N.J.: Princeton University Press.
- Bochner, S. (1938). Lectures on commutative algebra. Ann Arbor, Mich.: Planographed by Edwards Brothers, inc; lectures given in 1937-1938, nootes by J. W. Tukey, J. Giese, and V. Martin
- Bochner, S.; Martin, William Ted (1948). Several complex variables. Princeton: Princeton Univ. Press.[4]
- Bochner, S.; Chandrasekharan, K. (1949). Fourier transforms. Princeton: Princeton Univ. Press.[5] 2016 reprint
- Yano, K.; Bochner, S. (1953). Curvature and Betti numbers. Princeton: Princeton University Press. ISBN 0691095833.[6]
- Bochner, S. (1955). Harmonic Analysis and the Theory of Probability. University of California Press. 2013 reprint
- Bochner, S. (1966). Role of mathematics in the rise of science. Princeton, N.J.: Princeton University Press.[7] 2014 reprint
- Bochner, S. (1969). Selected mathematical papers of Salomon Bochner. New York: W. A. Benjamin.
- Bochner, S. (1969). Eclosion and synthesis; perspectives on the history of knowledge. New York: W. A. Benjamin.
- Bochner, S. (1979). Einstein between centuries. Houston, Texas: William Marsh Rice University.
- Bochner, Salomon (1992),  Gunning, Robert C., ed., Collected papers. Part 1, Providence, R.I.: American Mathematical Society, ISBN 978-0-8218-0174-1, MR 1151390.
- Bochner, Salomon (1992),  Gunning, Robert C., ed., Collected papers. Part 2, Providence, R.I.: American Mathematical Society, ISBN 978-0-8218-0175-8, MR 1151391.
- Bochner, Salomon (1992),  Gunning, Robert C., ed., Collected papers. Part 3, Providence, R.I.: American Mathematical Society, ISBN 978-0-8218-0176-5, MR 1151392.
- Bochner, Salomon (1992),  Gunning, Robert C., ed., Collected papers. Part 4, Providence, R.I.: American Mathematical Society, ISBN 978-0-8218-0177-2, MR 1151393.